# آبايو
آبايو (بالإنجليزية: Apayao)‏ هي محافظة تقع في الفلبين في Cordillera Administrative Region.  يقدر عدد سكانها بـ 112,636 نسمة ومساحتها 4,413.35 كم2 .